# Словарь Галена
Словарь Галена (арм. Բառք Գաղիանոսի / Барк Галианоси) — раннесредневековый греческо-армянский глоссарий, составленный для лучшего понимания армянскими лекарями древнегреческих медицинских трактатов. Написан на грабаре (греческие слова также написаны армянскими буквами), в VI или VII веке. Составители принадлежали к грекофильской школе армянской литературы.  
В сохранившихся рукописях «Словаря» нет ссылок на какой-то конкретный труд Галена, упоминается только его имя. Однако исследования показали, что основным материалом послужил трактат «De simplicium medicamentorum facultatibus». Словарь довольно долго служил в качестве пособия для армянских медиков. В дальнейшем к глоссарию начали добавлять и арабские слова. В целом содержит 575 ботанических терминов. О большом значении и распространённости словаря говорит, в частности, то, что только в Матенадаране хранятся его 30 рукописей, причём все в довольно изношенном состоянии. Одна из них (рукопись № 266) была списана лично Амирдовлатом Амасиаци.
Словарь долгое время оставался неопубликованным, однако содержание его было хорошо известно специалистам уже в XIX веке: он послужил источником для толковых и этимологических словарей армянского языка конца XIX—начала XX веков. Его детальным изучением занимался американский учёный Дж. Греппин, который в 1985 году перевёл его на английский язык и впервые опубликовал. 
Издания
John A. C. Greppin. «Bark Galianosi»: The Greek-Armenian Dictionary to Galen. — Delmar N.Y.: Caravan Books, 1985. — 191 с. — ISBN 0882060643.